# Zumi
Zumi – nieistniejący lokalizator internetowy portalu Onet.pl. Pojawił się w kwietniu 2007 r. jako pierwszy taki lokalizator w Polsce. Serwis był połączeniem internetowego serwisu mapowego z funkcjonalnością wydawnictw typu yellow pages (tzw. żółte strony) Zumi pozwalał obejrzeć tzw. hybrydę (zdjęcia satelitarne lub lotnicze z nałożoną siatką ulic) oraz oddzielnie mapę drogową i zdjęcia satelitarne bądź lotnicze. Wysoka rozdzielczość przestrzenna zdjęć lotniczych pozwalała rozpoznać domy i samochody. Wielkość piksela terenowego w największych miastach Polski wynosiła 10 cm. Serwis został zamknięty pod koniec 2020 r.
Projekt tworzony był przez Onet.pl przy współpracy:
- integrator: DreamLab Onet.pl Sp. z o.o.
- dostawca zdjęć satelitarnych: Techmex
- dostawca zdjęć lotniczych: MGGP Aero
- dostawca map wektorowych, technologii renderowania map oraz znajdowania adresów: Imagis

Zumi czerpał pomysły z innych zagranicznych serwisów mapowych m.in. Google Maps, ale też dodawał własne funkcje:
- przeszukiwanie bazy POI (Point Of Interest) zawierającej około miliona punktów użyteczności (firm, instytucji, bankomatów, kąpielisk z informacją o dopuszczeniu do użytku, atrakcje turystyczne etc.) według słów kluczowych oraz lokalizacji
- wyniki sortowane z uwzględnieniem odległości od wskazanej lokalizacji
- możliwość wyznaczenia trasy poprzez wskazanie punktu POI oraz wybranie odpowiedniej opcji lub przez wskazanie punktu na mapie i wybranie odpowiedniej opcji
- możliwość bezpośredniej rezerwacji hoteli z poziomu mapy
- bezpłatne dodawanie firm i instytucji (opłaty pobierane są za wyróżnienie firmy lub wzbogaconą prezentację firmy)

W odróżnieniu od podobnych tego typu przedsięwzięć Zumi stawiało na zbieranie maksymalnie dużej ilości informacji o firmach. Oprócz podstawowych informacji prezentowało również:
- adres e-mail i WWW firmy
- NIP
- KRS wraz z raportem biznesowym o firmie (dostępny po wysłaniu SMS)
- dokładne opisy firm wzbogacone o filmy wideo, zdjęcia i widoki 360°